# كيرا والش
كيرا والش (مواليد 8 أبريل 1997) هي لاعبة كرة قدم إنجليزية تلعب في مركز خط الوسط في نادي برشلونة.

## روابط خارجية
- كيرا والش على موقع الاتحاد الدولي (مؤرشف)  (الإنجليزية)
- كيرا والش على موقع الاتحاد الأوربي (الإنجليزية)
- كيرا والش على موقع إي إس بي إن إف سي (الإنجليزية)
- كيرا والش على موقع قاعدة بيانات كرة القدم.إي يو (الإنجليزية)
- كيرا والش على موقع Soccerway.com (الإنجليزية)
- كيرا والش على موقع عالم كرة القدم.نت (الإنجليزية)
- كيرا والش على موقع أوليمبيديا (الإنجليزية)
- كيرا والش على موقع اللجنة الأولمبية البريطانية (الإنجليزية)